# 칼이 부딪친다
칼이 부딪친다(아랍어: صليل الصوارم, 아랍어 발음: Salil al-Sawarim, 영어: Clashing of Swords)는 2014년 이라크 레반트 이슬람 국가가 제작한 이슬람 선전 비디오(프로파간다)이다. 그것은 멜로디컬한 아카펠라 찬송가이다. 이 가사는 유혈사태와 전쟁을 다루고 있다.
이 곡은 그 그룹의 가장 잘 알려진 보컬리스트 아부 야시르의 암송과 함께 아즈나드 재단에 의해 제작되었다.Salil al-Sawarim은 가장 잘 알려진 IS의 나쉬드 중 하나이다. 그것은 IS의 살릴 알 사와림 비디오 시리즈의 4번째에 등장했는데, 이 비디오 시리즈에는 사형 집행의 메들리가 포함되어 있다.

## 같이 보기
- IS의 비공식 국가인 달랏 알-이슬람 카마트